# Convexella krampi
Convexella krampi är en korallart som beskrevs av Madsen 1956. Convexella krampi ingår i släktet Convexella och familjen Primnoidae. Inga underarter finns listade i Catalogue of Life.